# Plougonven
Plougonven [plugɔ̃vɛ̃] est une commune du département du Finistère, dans la région Bretagne, en France.
Les habitants de la commune s'appellent les Plougonvenois, Plougonvenoises.
En 1991, la commune a obtenu le Label « Communes du Patrimoine Rural de Bretagne » pour la richesse de son patrimoine architectural et paysager.[réf. nécessaire]

## Géographie

### Localisation
Plougonven fait partie historiquement du Trégor finistérien.
Située à dix kilomètres au sud-est de Morlaix, la commune est vaste, sa superficie étant de 69,3 km2 et 3 477 habitants y habitent au dernier recensement de la population datant de 2020.
Plougonven se situe aux portes des monts d'Arrée, à proximité du parc naturel régional d'Armorique auquel la commune vient d'adhérer en 2010. La commune porte le label "Commune du Patrimoine Rural de Bretagne".
Géologiquement, la majeure partie du territoire de Plougonven est formé de granites gneissiques précambriens (horst granito-gneissique de Guimiliau-Plougonven-Loc-Envel).
Son finage est très étiré dans le sens sud-nord (près de 10 kilomètres), formant pour plus des 4/5 du territoire communal un vaste plan incliné vers le nord mais très bosselé : dans sa partie méridionale l'on rencontre certaines crêtes de la partie orientale des monts d'Arrée : 282 mètres au sud-ouest aux Rochers du Cragou (en breton crag signifie “pierre”, “grès”), à la limite de Scrignac ; 295 mètres à la Butte de Goariva, au sud-sud-ouest du bourg ; 307 mètres près du hameau de Pen-ar-Stang (sommet qui porte une antenne), 300 mètres à une "Butte du Télégraphe" (relais de l'ancien télégraphe Chappe) et 297 mètres près de Ty-Boullien, ces trois dernières buttes étant situées au sud-est du finage communal tout près du bourg de Lannéanou, justifiant le qualificatif de "La Montagne" utilisé par les habitants pour désigner cette partie du territoire communal. Le finage communal déborde même un peu sur le versant sud du prolongement oriental des monts d'Arrée, aux alentours des hameaux de Kergorre, Kermeur, Kerléoret, Kergreiz, Kervézec, Coat-Lohès, le Launay, Kerbiguet et Goasven. À l'inverse la partie nord-ouest du territoire communal, correspondant pour l'essentiel au terroir de la paroisse de Saint-Eutrope est à moins de 130 mètres d'altitude et beaucoup moins bosselée.
Le territoire de la commune est limitrophe de ceux de six communes :
| Morlaix, Plourin-lès-Morlaix |                         | Plouigneau |
| Le Cloître-Saint-Thégonnec   | Plougonven              |            |
|                              | Scrignac, Monts d'Arrée | Lannéanou  |

Par contre, le finage est beaucoup plus étroit dans le sens ouest-est (moins de 4 kilomètres dans sa partie la plus large), formant une presqu'île de confluence limitée des deux côtés par les vallées  assez encaissées de deux cours d'eau qui ont leurs sources sur le territoire communal au pied du versant nord de l'Arrée : celle du Jarlot à l'ouest, qui sépare Plougonven du cloître-Saint-Thégonnec et de Plourin-lès-Morlaix, se jette plus en aval dans la rivière de Morlaix et la rivière de Plouigneau (dénommée dans sa partie aval le Tromorgant), affluent de rive droite du Jarlot, à l'est, qui sépare Plougonven de Lannéanou (en raison de son tracé, le finage de Plougonven s'étend jusqu'aux abords du bourg de Lannéanou) et de Plouigneau. La presqu'île de confluence entre le Jarlot et la rivière de Plouigneau forme la pointe nord-ouest du finage de Plougonven et s'abaisse jusqu'à 19 mètres d'altitude seulement, aux abords de Morlaix.
L'axe nord-sud formé par le Jarlot et le Squiriou, dont les bassins-versants sont séparés par un interfluve d'altitude modeste (225 mètres à hauteur de Kermeur) a facilité la construction en 1891 de la voie ferrée du Réseau breton à voie métrique reliant Morlaix à Carhaix. Ce tracé suivant des fonds de vallée a toutefois eu l'inconvénient de placer les gares aux limites communales, éloignées des bourgs situés au milieu des lambeaux de plateaux : la gare de Coatélan, dite de Plougonven-Plourin, était à mi-distance, mais éloignée des deux bourgs ; de même pour celles du Cloître - Lannéanou située près du hameau de Kermeur, loin des bourgs de Plougonven, du Cloître-Saint-Thégonnec et de Lannéanou, ou plus au sud, de celle de Scrignac-Berrien éloignée également des deux localités. Cette voie ferrée ferma en 1962 pour le trafic marchandises et 1967 pour les voyageurs.
Si la majeure partie du territoire communal est mise en valeur par l'agriculture, des parties boisées subsistent, particulièrement le long des pentes des versants des vallées précédemment évoquées. Le bois de Rosampoul, dans l'extrême nord de la commune (terroir de Saint-Eutrope) s'explique par la présence du château du même nom. Certaines hauteurs du versant nord de l'Arrée ont aussi conservé des bois (Bois de Goavira sur la butte du même nom, Bois de Gaspern). La partie méridionale, et en particulier la petite partie du versant sud de l'Arrée incluse dans le territoire communal porte des landes, en particulier les "Landes du Cragou" et aux abords du "Menez Vergam", mais ce dernier espace de grand intérêt écologique est certes limitrophe de Plougonven mais fait partie de la commune de Scrignac.

### Hydrographie
Pour un article plus général, voir Réseau hydrographique du Finistère.
La commune est située dans le bassin Loire-Bretagne. Elle est drainée par le Jarlot, le Beurc'Hoat, le Tromorgant, le ruisseau de Roudouhir et divers autres petits cours d'eau,. Le territoie communal est traversé par le ligne de partage des eaux entre le bassin versant de la rivière de Morlaix, via son affluent le Jarlot et deux de ses sous-affluents, la rivière de Plouigneau, qui se jette au nord dans la Manche et le ruisseau de Mézédern qui prend sa source près du hameau de Pen-ar-Stang en Plougonven d'une part et d'autre part le bassin-versant de l'Aulne dont le Roudouhir, qui sépare Plougonven de Scrignac, et le Squiriou, qui sépare Plougonven du cloître-Saint-Thégonnec et de Berrien sont des affluents, et qui se jette dans l'Océan Atlantique via la rade de Brest.
Ces cours d'eau ont permis par le passé la présence de moulins : 7 au moins sur la rivière de Plouigneau-Tromorgant Pont Glas, à Guernarhant, à Kerstrad, le Moulin Conant près de Mengleuz, Milin Goz à Kergreach, Moulin Bréon, Moulin Compézou ; 3 au moins sur le Jarlot à Moulin Cuzuliec, Moulin Marant, Moulin de l'Hermitage sans compter le Moulin Rabat sur un petit affluent du Jarlot, le ruisseau de Mézédern, au sud du bourg de Plougonven. Même le Roudouhir, dont seul l'extrême cours amont concerne Plougonven, garde les traces de deux anciens moulins à Launay (en ruines) et à Troglos. Bien sûr, selon la rive sur laquelle ces moulins ont été installés, ils appartiennent à Plougonven ou à l'une ou l'autre des communes limitrophes.
Le Jarlot, d'une longueur de 24 km, prend sa source dans la commune  et se jette  dans la baie de Morlaix entre les communes de Plouezoc'h et de Taulé, après avoir traversé cinq communes.  Les caractéristiques hydrologiques du Jarlot sont données par la station hydrologique située sur la commune. Le débit moyen mensuel est de 0,732 m3/s. Le débit moyen journalier maximum est de 7,81 m3/s, atteint lors de la crue du 11 février 1974. Le débit instantané maximal est quant à lui de 13,2 m3/s, atteint le 3 juin 2018.

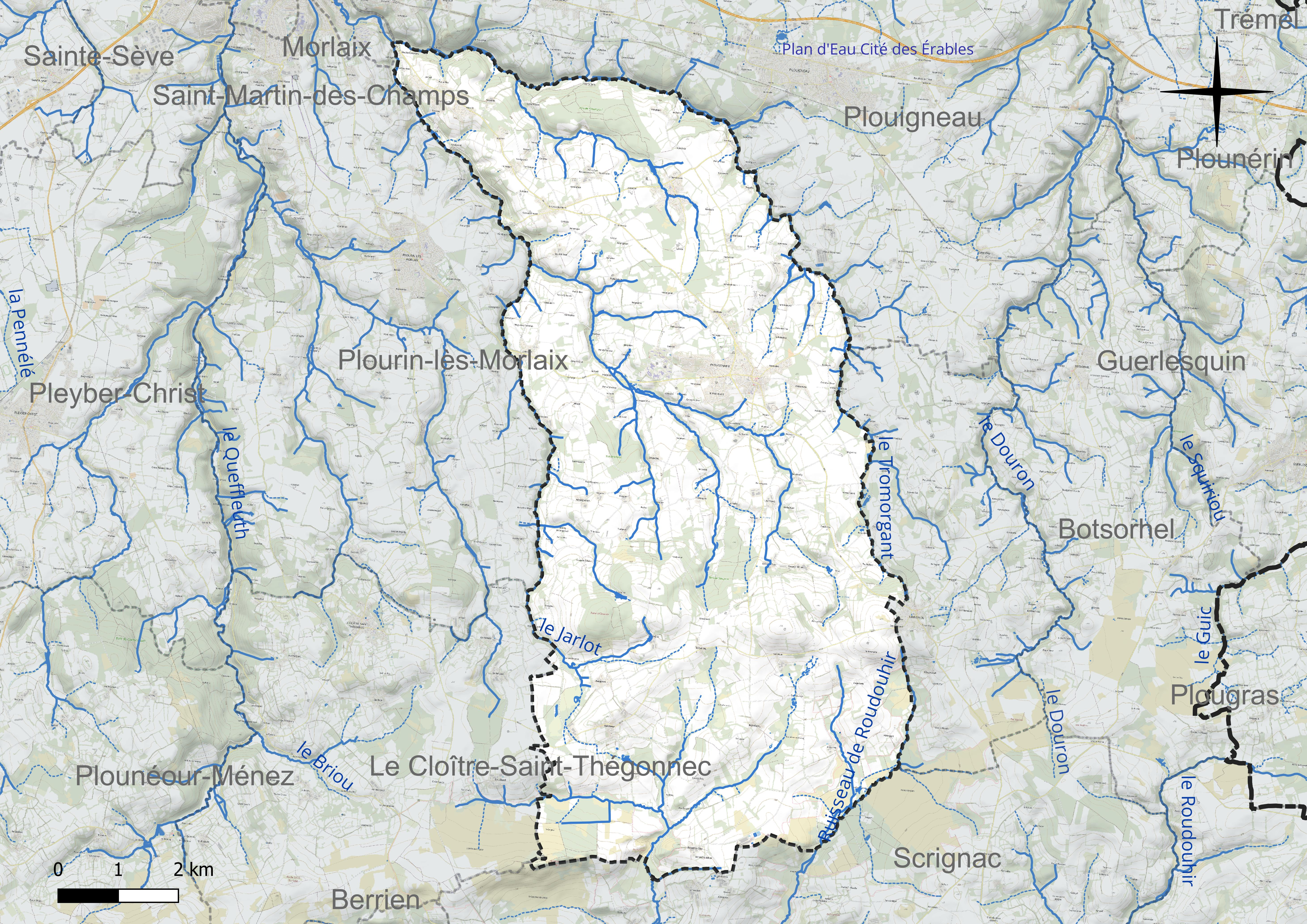
Réseau hydrographique de Plougonven.

Le Beurc'hoat, d'une longueur de 16 km, prend sa source dans la commune  et se jette  dans l'Aulne à Poullaouen, après avoir traversé quatre communes. 
Le Tromorgant, d'une longueur de 17 km, prend sa source dans la commune de Lannéanou et se jette  dans le Jarlot sur la commune, après avoir traversé quatre communes.  Les caractéristiques hydrologiques du Tromorgant sont données par la station hydrologique située sur la commune. Le débit moyen mensuel est de 0,617 m3/s. Le débit moyen journalier maximum est de 7,58 m3/s, atteint lors de la crue du 26 janvier 1995. Le débit instantané maximal est quant à lui de 9,68 m3/s, atteint le 6 février 2014.

### Climat
Pour des articles plus généraux, voir Climat de la Bretagne et Climat du Finistère.
En 2010, le climat de la commune est de type climat océanique franc, selon une étude du CNRS s'appuyant sur une série de données couvrant la période 1971-2000. En 2020, Météo-France publie une typologie des climats de la France métropolitaine dans laquelle la commune est exposée à un climat océanique et est dans la région climatique  Finistère nord, caractérisée par une pluviométrie élevée, des températures douces en hiver (6 °C), fraîches en été et des vents forts. Parallèlement l'observatoire de l'environnement en Bretagne publie en 2020 un zonage climatique de la région Bretagne, s'appuyant sur des données de Météo-France de 2009. La commune est, selon ce zonage, dans la zone « Monts d'Arrée », avec des hivers froids, peu de chaleurs et de fortes pluies.  
Pour la période 1971-2000, la température annuelle moyenne est de 10,8 °C, avec  une amplitude thermique annuelle de 10,8 °C. Le cumul annuel moyen de précipitations est de 1 113 mm, avec 16,1 jours de précipitations en janvier et 8,7 jours en juillet. Pour la période 1991-2020, la température moyenne annuelle observée sur la station météorologique la plus proche, située sur la commune de Pleyber-Christ à 12 km à vol d'oiseau, est de 11,7 °C et le cumul annuel moyen de précipitations est de 1 101,6 mm,. Pour l'avenir, les paramètres climatiques de la commune estimés pour 2050 selon différents scénarios d'émission de gaz à effet de serre sont consultables sur un site dédié publié par Météo-France en novembre 2022.

### Milieux naturels et biodiversité
- L'association Bretagne vivante (SEPNB) s'est installée à Ti Butun, au bourg du Cloître-Saint-Thégonnec. Elle a pour but principal de gérer les 343 hectares de landes et de tourbières qui constituent l'espace naturel des Landes du Cragou et du Vergam[21], classées "Espaces remarquables de Bretagne[5]", à cheval sur les communes de Scrignac, Plougonven, Le Cloître-Saint-Thégonnec, qui appartient désormais pour sa majeure partie au département du Finistère, et organise des visites guidées liées à la protection de la nature et la découverte de l'environnement. Une politique de protection et de mise en valeur de ces espaces naturels grâce au fauchage régulier et au pâturage extensif des landes permet d'entretenir les hectares de molinie, de linaigrette et de bruyères (dont la callune) qui recouvrent le sol tourbeux, ainsi que des plantes plus rares comme les rossolis (plantes carnivores), les lycopodes inondés (fougères primitives), les orchidées ou les sphaignes de la Pylaie. Cet espace naturel abrite aussi une faune remarquable : le busard Saint-Martin ("circus cyaneus") est l'oiseau (un rapace) le plus emblématique du site, mais aussi le busard cendré, le courlis cendré, l'engoulevent d'Europe, le faucon hobereau, etc.[22]

## Urbanisme

### Typologie
Au 1er janvier 2024, Plougonven est catégorisée commune rurale à habitat dispersé, selon la nouvelle grille communale de densité à 7 niveaux définie par l'Insee en 2022.
Elle est située hors unité urbaine. Par ailleurs la commune fait partie de l'aire d'attraction de Morlaix, dont elle est une commune de la couronne,. Cette aire, qui regroupe 24 communes, est catégorisée dans les aires de 50 000 à moins de 200 000 habitants,.

### Occupation des sols
L'occupation des sols de la commune, telle qu'elle ressort de la base de données européenne d'occupation biophysique des sols Corine Land Cover (CLC), est marquée par l'importance des territoires agricoles (71,9 % en 2018), en augmentation par rapport à 1990 (70,8 %). La répartition détaillée en 2018 est la suivante : 
zones agricoles hétérogènes (37 %), terres arables (33,9 %), forêts (19,5 %), milieux à végétation arbustive et/ou herbacée (5,5 %), zones urbanisées (3 %), prairies (1,1 %). L'évolution de l'occupation des sols de la commune et de ses infrastructures peut être observée sur les différentes représentations cartographiques du territoire : la carte de Cassini (XVIIIe siècle), la carte d'état-major (1820-1866) et les cartes ou photos aériennes de l'IGN pour la période actuelle (1950 à aujourd'hui).

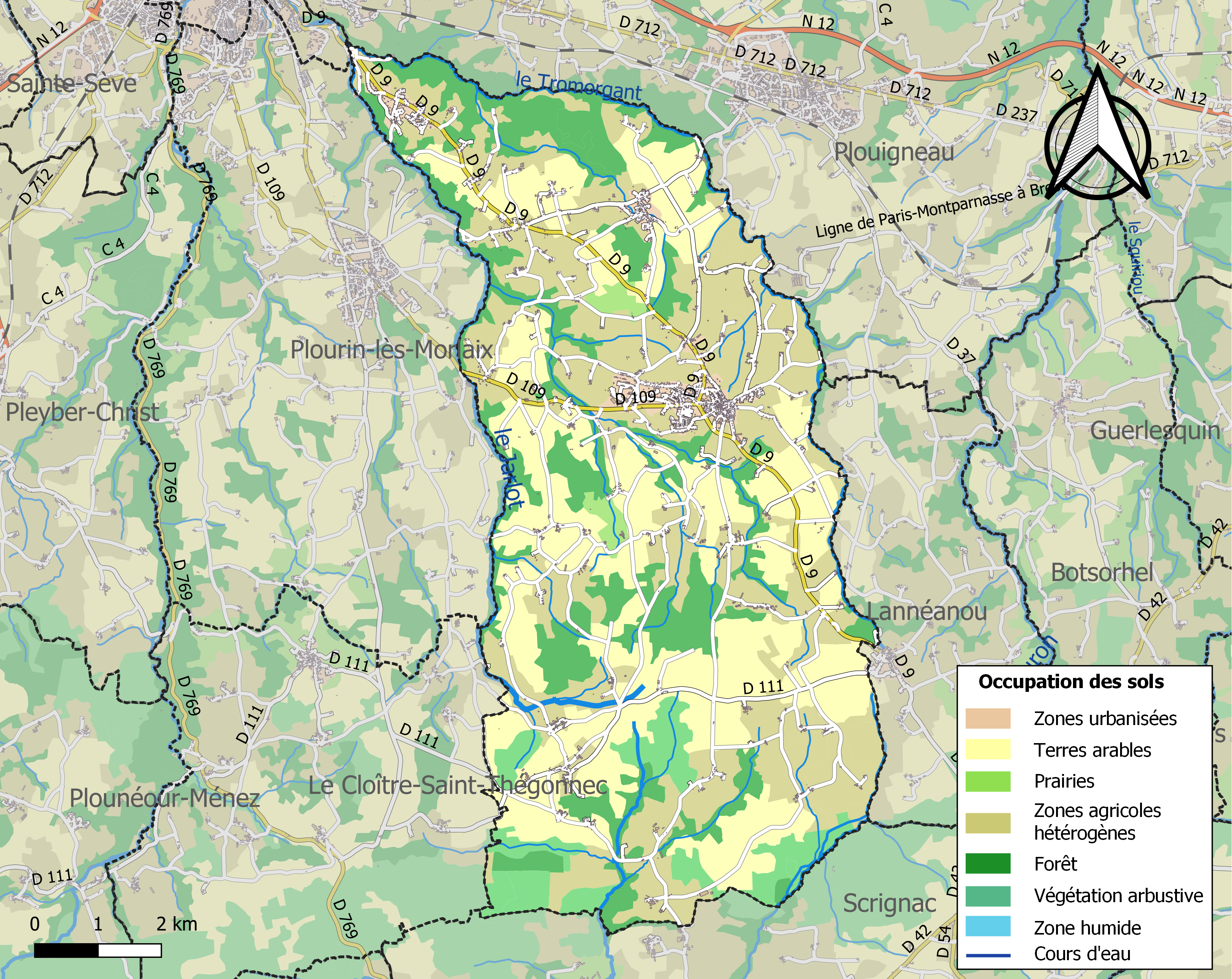
Carte des infrastructures et de l'occupation des sols de la commune en 2018 (CLC).

## Toponymie
Les différentes graphies, dans les documents anciens, sont Plebs Conven ou Gonveni vers 1 330, Ploegonven fin XIVe siècle, Ploë Gonven en 1427 et Plogonven en 1440,.
Le nom de Plougonven est composé de Plou (paroisse) et de Gouven. Il signifie donc « paroisse de saint Gonven ».

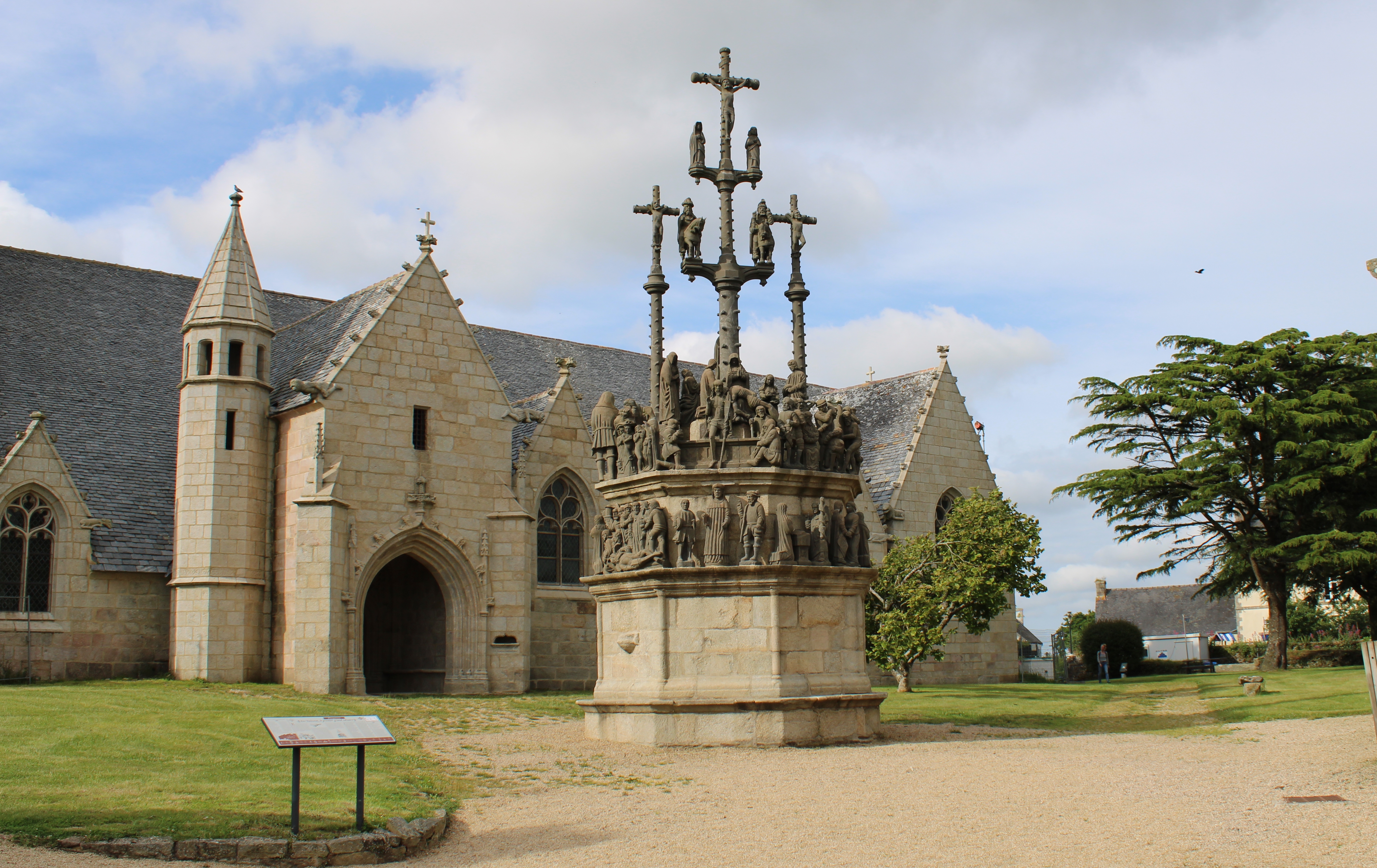
Le calvaire et l'église en cours de rénovation en juin 2021.

.

## Histoire

### Des origines au Moyen Âge
Des traces de nombreux monuments mégalithiques datant du néolithique ont été trouvées dans la commune (par exemple Les Deux Menhirs au sud de Kerglaz), ainsi que des fragments de tuiles prouvant une occupation romaine près de Keradraon et de la chapelle Saint-Gouron.
Plougonven a fourni un tombeau romain (ou un tumulus réutilisé par les gallo-romains) contenant cinq figurines égyptiennes, des shaouabtis en terre cuite vernissée, ce sont les seuls renseignements que nous possédons sur cette découverte ; on peut se demander s'il s'agit d'une sépulture à incinération ou à inhumation, cette tombe mal connue est exceptionnelle à plus d'un titre car les sépultures osismes n'ont pas fourni beaucoup de figurines.
Le nom de la commune provient du vieux breton ploe (paroisse) et de saint Conven ou Gonven, anachorète, imploré pour les maux de tête et qui fonda la paroisse vers le VIe siècle. Les noms de Plebe conveni et de Ploëgonmen désignent la paroisse au XIVe siècle. On raconte que l'église primitive aurait dû être construite au lieu-dit Quilliou où deux menhirs indiquent l'emplacement où elle aurait dû s'ériger, mais que chaque nuit une main mystérieuse venait détruire le travail de la journée. S'en remettant alors à Dieu, les hommes auraient placé la statue de saint Yves sur un char traîné par deux bœufs qui se seraient arrêtés à l'emplacement de l'église actuelle. Cette légende contient bien entendu des invraisemblances chronologiques grossières !
Plougonven est une des anciennes paroisses primitives de l'Armorique, qui englobait aussi Saint-Eutrope, simple quartier de la paroisse jusqu'en 1651, date à laquelle ce hameau est érigé en trève par l'évêque de Tréguier (la paroisse dépendait de l'évêché de Tréguier). La paroisse de Plougonven était jadis partagée en neuf frairies : le Bourg, Kerhervé, la Forest, Kerangueven, le Duc, l'Abbaye, Quilliou, Kermorvan et Kervigaouez.
Au Moyen Âge, Plougonven fit partie de la châtellenie de Morlaix-Lanmeur et du fief du Pestel. Au XVe siècle, Plougonven dépend du fief, juridiction et châtellenie du Ponthou qui s'étend aussi sur des paroisses voisines comme Plouigneau, Plougasnou, Lanmeur. En 1443 est attestée la seigneurie de Mézédern dont le titulaire est le frère de Jehan Lagadeuc et celle du Cozquer vers 1530, qui passera dans la famille de Penfentenyo.
Trois grandes seigneuries aux liens familiaux nombreux se partagent la paroisse : celles de Kerloaguen, Garspern et Rosampoul. À la montre (réunion de tous les hommes d'armes) de l'évêché de Tréguier en 1481, Plougonven est représenté par 22 nobles dont les plus riches sont  Guillaume Kerleoguen de Gazpern (500 livres de revenu) et Jehan de Kerleoguen de Rozampoul (300 livres de revenus). La famille de Kerloaguen était représentée aux montres et réformations de 1427, 1481 et 1543 et elle fut reconnue « noble et issue d'ancienne extraction chevaleresque » lors de la réformation de 1669. Cette famille avait une vitre dans la cathédrale Saint-Corentin de Quimper et possédait de nombreuses terres dont, à Plougonven, celles de Disquéon, de Rosampoul et de Gaspern. Cette famille semble disparaître vers la fin du XVIIe siècle. C'est ainsi que deux des quatre justices de la justices de la paroisse relevaient de manoirs de moyenne envergure, celui de Rosampoul et celui du Gaspern, dont les fourches patibulaires se dressaient au lieu-dit Justiçou (les Justices).

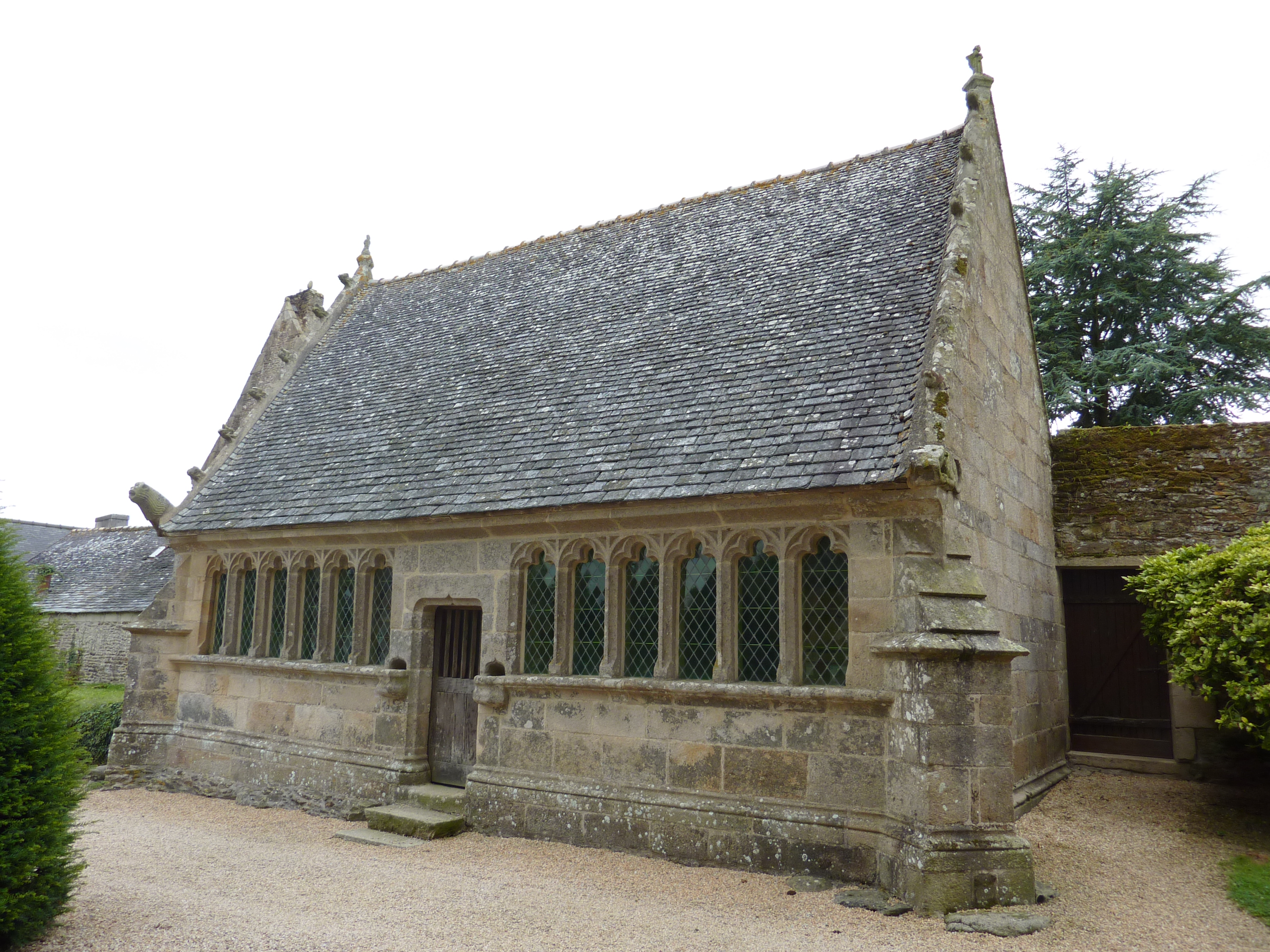
Ossuaire de l'enclos paroissial de Plougonven.

Selon Louis Le Guennec, au XVe siècle, l'église est à Plougonven (ailleurs aussi probablement) la maison de tous. Le chœur appartient au clergé, la nef au peuple et les bas-côtés aux seigneurs : chacun y enterre ses morts. Les mesures qui touchent à l'intérêt public de la paroisse sont discutées chaque dimanche après le prône et les décisions prises à la majorité des voix. Deux fabriques sont élus chaque année, l'un pour les affaires du dehors, l'autre pour les affaires du dedans, principalement religieuses.
En 1606, Jacques Pezron, prêtre de Plougonven, demande à être enterré dans l'une des tombes de prêtres, près du grand autel de l'église, ce qui prouve l'existence de cette habitude à cette époque.
Dans une enquête de 1679, François Bouyn écrit qu'il existe dans l'église de Plougonven sept chapelles nobles (quatre dans le bas-côté gauche et trois dans le bas-côté droit) qui dessinent sur chaque flanc de l'église une série de pignons aigus garnis de crochets et ajourés de baies à réseau flamboyant.

### DuXVIeauXVIIIesiècle
En 1764, le sieur de Kerascët, Yves François Larcher, obtient de l'évêque de Saint-Brieuc (avec accord de l'évêque de Tréguier), la fondation d'un établissement de religieuses du Saint-Esprit, qui fondent une école à Plougonven, qui sont fermés et vendus comme bien national en 1793 lors de la Révolution française.
Au XVIIIe siècle, les juridictions seigneuriales de Bodister et Kerampoul, de même que celles des paroisses voisines, tenaient leurs sessions au siège de la sénéchaussée, place des Halles, à Morlaix. Les seigneurs de Bodister avaient leurs armoiries dans les lobes les plus élevés de la maîtresse-vitre de l'église paroissiale Saint-Yves et étaient en supériorité dans toutes les autres fenêtres. Ces vitraux ont été détruits entre 1804 et 1852 lors de travaux de restauration de l'église et remplacés par d'autres.
Les épidémies sont alors nombreuses : en 1757, comte du Bois de la Motte gagne toute la région. L'intendant Dupleix écrit en 1772 (une épidémie, semble-t-il de fièvre typhoïde, sévit alors) au contrôleur général: "Les fièvres malignes et putrides qui circulent dans cette province, et qui ont déjà fait tant de ravages, viennent de se répandre dans plusieurs paroisses des environs de Morlaix, et on me mande qu'elles ont déjà enlevé beaucoup de monde, surtout dans les paroisses de Ploujean, Plouigneau, Plourin, Plougonven et Botsorhel. Comme la cause de ces maladies est toujours l'extrême misère à laquelle les habitants sont réduits, ce n'est pas seulement avec des remèdes que l'on pourra se flatter de les guérir : il faudra y joindre des bouillons de viande qui, en fortifiant les malades, donnent plus de facilités aux remèdes de produire leur effet".

### Révolution française
Pendant la Révolution française, l'abbé Kerhervé, vicaire à Plougonven, originaire de Guerlesquin, prêta en 1791 le serment de fidélité à la Constitution civile du clergé pour éviter la déportation, mais disparut après le Coup d'État du 18 fructidor an V sous le coup d'un arrêté de déportation du 25 frimaire an VI émanant du Directoire.
Les seigneurs de Plougonven vécurent sans trop de heurts cette période troublée: trois d'entre eux seulement jugèrent opportun d'émigrer, les autres se terrèrent dans leurs manoirs. En 1794, des agents du gouvernement révolutionnaire vinrent s'emparer du trésor de l'église et le calvaire fut abattu, mais sans en briser les morceaux, si bien qu'il était presque intact lorsqu'on le remonta en 1810. Yves Le Morin, désigné par le reste de la population pour être "volontaire" dans les rangs des soldats de l'an II, devint aussitôt introuvable.
En 1790, une bande armée s'introduit à Plougonven chez un certain Nicolas Taldu, vole ses biens et viole sa femme Anne Philippe. Un dossier volumineux concernant cette affaire criminelle (149 feuillets) existe dans les archives de la sénéchaussée de Morlaix et fourmille de précisions  concernant la maison concernée, le mobilier, les vêtements, etc..
Par la loi du 12 septembre 1791 est créée la commune de Plougonven, avec comme succursales Lannéanou et Saint-Eutrope.
Le calvaire de Plougonven, qui était l'un des plus beaux calvaires bretons, fut saccagé pendant la Révolution française.

### LeXIXesiècle

#### Heurs et malheurs duXIXesiècle
La loi du 12 septembre 1791 crée la commune de Plougonven "qui aura pour succursales l'Annéanou (Lannéanou) et Saint-Eutrope.
L'épidémie de choléra dite de Morlaix (frappant outre cette ville des communes comme Lanmeur, Lannéanou, Ploujean, Botsorhel ..) sévit à Plougonven en 1854, provoquant 45 décès. En 1868, une autre épidémie de choléra sévit dans la commune, elle est connue à cause d'une anecdote sinistre : le 1er octobre 1868, une jeune femme de 23 ans, décédée la veille croyait-on de cette maladie, aurait été enterré vivante à Bohaste dans cette commune.
En octobre 1867 le journal La Petite Presse raconte, reprenant un article paru dans l'Écho de Morlaix écrit que le corps d'une jeune femme, Jeanne Philomène Jouêtre 
, âgée de 25 ans, fut inhumé après que son décès ait été constaté, mais que le fossoyeur entendant du bruit au moment de recouvrir le cercueil de terre, celui-ci fut rouvert et la personne respirait encore ; transportée dans une maison, mais moribonde, elle décéda vraiment le lendemain.
Entre 1868 et 1877, de nombreuses délibérations du conseil général du Finistère à propos du classement "d'intérêt commun" et des travaux de modernisation consécutifs à ce classement, du chemin menant de Plougonven à la mer via Plouigneau, Lanmeur, Guimaëc et Locquirec illustre les discordes entre les communes concernées à propos du financement des travaux. Ce chemin est fréquenté par les Plougonvelinois "pour se rendre à la grève prendre des engrais de mer".
En 1874, la commune est divisée en trois sections électorales, celle dite de Plougonven comprend le bourg, Kerhervé, La Forêt et Kerangueven : elle est peuplée alors de 2431 habitants et pourra élire 13 conseillers ; celle de Saint-Eutrope comprenant aussi Kervigouaez et Kermorvan, peuplée de 1086 habitants et qui aura le droit à 6 conseillers ; celle de Kergorre (dite aussi "de la Montagne"), comprenant aussi l'Abbaye, le Quilliou, le Duc, peuplée de 804 habitants et qui disposera de 4 conseillers. Parmi les raisons invoquées pour cette décision: "la commune est très vaste, elle n'a pas loin de cinq lieues de longueur", "la section de Saint-Eutrope forme une paroisse distincte", "chaque dimanche un prêtre vient dire la messe dans la section de la Montagne", "les électeurs de la section de la Montagne s'abstiennent en grand nombre à case de la distance à parcourir". Mais ce sectionnement est supprimé dès 1880.
Comme fréquemment ailleurs en Bretagne, l'alcoolisme était un problème grave : un article de la revue "La tempérance", daté de 1874, dit que la consommation d'alcool pur à Plougonven est en 1869 de 109 hectolitres soit une moyenne de 2,53 litres par habitant : en conséquence des lois des 20 et 28 décembre 1873 reconduisent des surtaxes déjà décidées antérieurement (au moins depuis 1869) prévoient des surtaxes sur l'alcool pour un certain nombre de communes de France dont Plougonven (10 francs par hectolitre d'absinthe et d'eau-de-vie par exemple. Le conseil municipal de Plougonven était conscient du problème puisqu'il avait même demandé, en vain, que ladite surtaxe soit portée à 15 francs par hectolitre.
En 1878, la construction de deux écoles, une pour chaque sexe, est décidée, "les deux classes [actuelles] étant insuffisantes pour le nombre d'élèves des deux sexes qui fréquentent ces écoles".
En 1896, un document indique que les sœurs de l'Immaculée Conception de Saint-Méen assistaient et soignaient gratuitement les malades de Plougonven à domicile.
Un tremblement de terre se produisit à Plougonven en décembre 1900.

#### Agriculture et vie rurale auXIXesiècle
Selon des statistiques agricoles publiées en 1849 et concernant selon les productions des années comprises entre 1836 et 1846, la répartition de l'occupation des terres est alors la suivante : 2727 ha de terres arables, 2487 ha de landes et bruyères, 813 ha de bois, taillis et plantations, 634 ha de prairies naturelles, 5 ha de marais et étangs ; la commune possédait alors 22 moulins en activité. Les paysans de Plougonven cultivaient à l'époque 543 ha d'avoine, 545 ha de froment, 409 ha d'orge, 124 ha de seigle, 218 ha de sarrasin, 2363 ha d'ajoncs d'Europe, 55 ha de lin, 9 ha de chanvre, 82 ha de navets, betteraves, carottes et choux (dont 54 ha de navets et 6 ha de choux), 409 ha de trèfle, 136 ha de pommes de terre, 190 ha restant en jachère, et élevaient 800 chevaux (400 mâles, 350 juments, 100 poulains), 2500 bovins (dont 1800 vaches), 510 porcs, 352 ovins (64 béliers, 76 moutons, 135 brebis, 77 agneaux), 10 caprins (2 boucs et 8 chèvres), 1416 poules et 262 coqs, 118 canards, 4 oies, et possédaient 300 ruches à miel. En 1836, la population agricole est de 4382 personnes, soit la totalité de la population communale.
Vers 1840, six foires, spécialisées dans la vente des chevaux, bêtes à cornes et porcs, se tenaient chaque année au bourg de Plougonven, le 2e mercredi des mois de janvier, mars, mai, juillet et novembre ainsi que le 18 mai ; le sous-préfet de Morlaix observe que ces six foires sont très importantes pour les bêtes à cornes surtout et que les animaux de race équine n'y sont qu'en très petit nombre. En plus, huit foires se tenaient chaque année à Saint-Eutrope, spécialisées dans la vente des mêmes animaux, le 2e mercredi des mois de février, avril, juin, août, octobre et décembre ainsi que les 30 avril et 9 octobre. Le sous-préfet de Morlaix fait remarquer que ces foires se tiennent depuis un temps immémorial, qu'elles sont toutes importantes et très suivies, particulièrement pour les bovins et « que les bouchers des villes et les marchands des îles de Jersey et de Guernesey viennent faire des achats considérables de bœufs gras. On y vend aussi un grand nombre de vaches et de veaux gras. Les chevaux y sont peu nombreux ».

#### Les écoles de hameaux de Kermeur et de Saint-Eutrope
Fin XIXe la construction de 67 écoles de hameaux a été autorisée dans le Finistère par deux décrets :
- Le décret du 25 octobre 1881 qui a délégué une subvention pour 18 écoles de hameaux sur l'arrondissement de Quimperlé ; toutes ont été bâties.
- Le décret du 14 mars 1882 qui a délégué une subvention pour 50 écoles de hameaux sur les quatre autres arrondissements du département (Brest, Châteaulin, Morlaix, Quimper) à choisir dans les communes « dont le territoire est le plus étendu et les ressources les plus restreintes » ; 49 ont été bâties dont 2 à Plougonven (Kermeur et Saint-Eutrope)[60].

#### Le chanoine Le Teurnier
L'abbé Le Teurnier, né en 1793 au domaine de Guervénan, qui appartenait alors à sa famille, devint prêtre en 1816. Après avoir été vicaire à Riec-sur-Bélon, il devint dès 1817 recteur de Plougasnou, puis en 1821 de Plouguer, en 1823 de Plomodiern, etc. changeant fréquemment de paroisse car il n'était jamais content de ses affectations jusqu'au jour où il obtint de se consacrer totalement aux missions diocésaines, utilisant notamment de nombreux taolennoù. Nommé chanoine, il mourut à Guervénan en 1884 ; son tombeau, œuvre du sculpteur Yann Larhantec, se trouve toujours dans l'ancien cimetière.

### LeXXesiècle

#### LaBelle Époque
Répondant en 1904 à une enquête de l'inspection académique, un instituteur de Plougonven écrit que « la généralité des habitants comprend le français » ; il ajoute que le clergé « sous prétexte de se faire mieux comprendre en donnant l'enseignement religieux en breton, entend entretenir les populations sous sa domination, résister et prêcher la résistance au gouvernement ».
En 1904, un décret du gouvernement Combes, pris en vertu de la loi sur les congrégations, entraîne la fermeture de l'école congréganiste tenue par les Frères des écoles chrétiennes à Plougonven.

#### Lesanatoriumde Guervenan
Le sanatorium départemental de Guervenan, dirigé initialement par le docteur Le Page, puis par le docteur Morand, ouvre en juin 1919, à 135 mètres d'altitude, à 2 km du bourg de Plougonven. "Il occupe un site superbe d'où la vue s'étend à plus de trois kilomètres sur les belles collines de l'Arrez" écrit en 1926 la revue "L'Armement antituberculeux français" qui poursuit : "Des sapinières l'abritent contre les vents d'ouest, fréquents et assez vifs dans la région. Les locaux destinés aux malades sont orientés vers le sud. L'établissement réalise les conditions d'isolement nécessaires (...) loin de toute agglomération et de toute voie fréquentée".
L'établissement comportait alors plusieurs pavillons, ceux des malades étant distincts de ceux des services généraux, et 200 lits au départ (400 lits dès la fin des années 1920, constamment occupés) et disposait du matériel médical moderne de l'époque : radiologie, laboratoire de bactériologie, service de désinfection, buanderie électrique.
Les pavillons sont disséminés dans un parc de plus de trente hectares, quatre pour les hommes, trois pour les enfants des deux sexes, cinq pour les femmes. Les pavillons des malades ont été construits selon les meilleurs plans "lean to" américains du moment : les dortoirs sont occupés par une seule rangée de lits et sont séparés de la galerie de cure par des châssis-vitres pouvant s'ouvrir complètement depuis le sol jusqu'au plafond. C'était là, pour l'époque, une forme totalement nouvelle d'hospitalisation des malades tuberculeux, particulièrement propice à des cures d'air intensives. Trente-six chambres séparées existaient aussi, en plus des dortoirs.
L'établissement reçoit alors des malades tuberculeux pulmonaires, envoyés là par les dispensaires, originaires presque exclusivement du département du Finistère. Quelques malades extérieurs au Finistère sont toutefois acceptés : un rapport du préfet des Côtes-du-Nord mentionne toutefois onze tuberculeux de ce département en traitement à Guervénan en 1935. Les malades admis doivent être valides, non constamment alités, même si la plupart sont toujours porteurs du bacille lors de leur entrée dans l'établissement. La plupart des malades peuvent ainsi se rendre par eux-mêmes aux réfectoires.

#### Les deux guerres mondiales
Le monument aux morts de Plougonven porte le nom de 189 soldats morts pour la France dont 141 pendant la Première Guerre mondiale, 48 pendant la Seconde Guerre mondiale, 11 pendant la guerre d'Indochine et 12 pendant la guerre d'Algérie.
Parmi les déportés de la seconde guerre mondiale originaires de Plougonven : 
- François Dru, né le 25 décembre 1900 à Plougonven, est déporté « NN » au Sonderlager Hinzert entre le 29 mai 1942 et le 10 septembre 1943, en provenance de Paris, gare de l'Est. Autre lieu de déportation : Wittlich où il décède le 19 avril 1944[69].
- François Marie Le Gall, né le 9 janvier 1922 à Plougonven, est déporté de Compiègne le 22 janvier 1944 vers le KL Buchenwald. (matricule : 42904). Autre lieu de déportation : Dora, où il décède le 23 mars 1944[70].
- Yves Tanné[71], né le 4 octobre 1924 à Plougonven, pris lors de la rafle des 60 otages[72] du 26 décembre 1943 à Morlaix. Il est déporté de Compiègne le 22 janvier 1944 vers le KL Buchenwald. (matricule : 43011). Autres lieux de déportation : Flossenbürg, Hradischko (dans l'actuelle République tchèque). Revenu vivant des camps[73].

### Sports
- Club de Football : JUP, fondé en 1932 par Guy Plougonven. Il est resté un fervent supporter de cette équipe qu'il qualifie comme son "équipe de cœur". L'équipe masculine évolue en R2, et les féminines en R2.
- Club de Handball. MPHB, évolue en N2M et Prénat F.

## Politique et administration

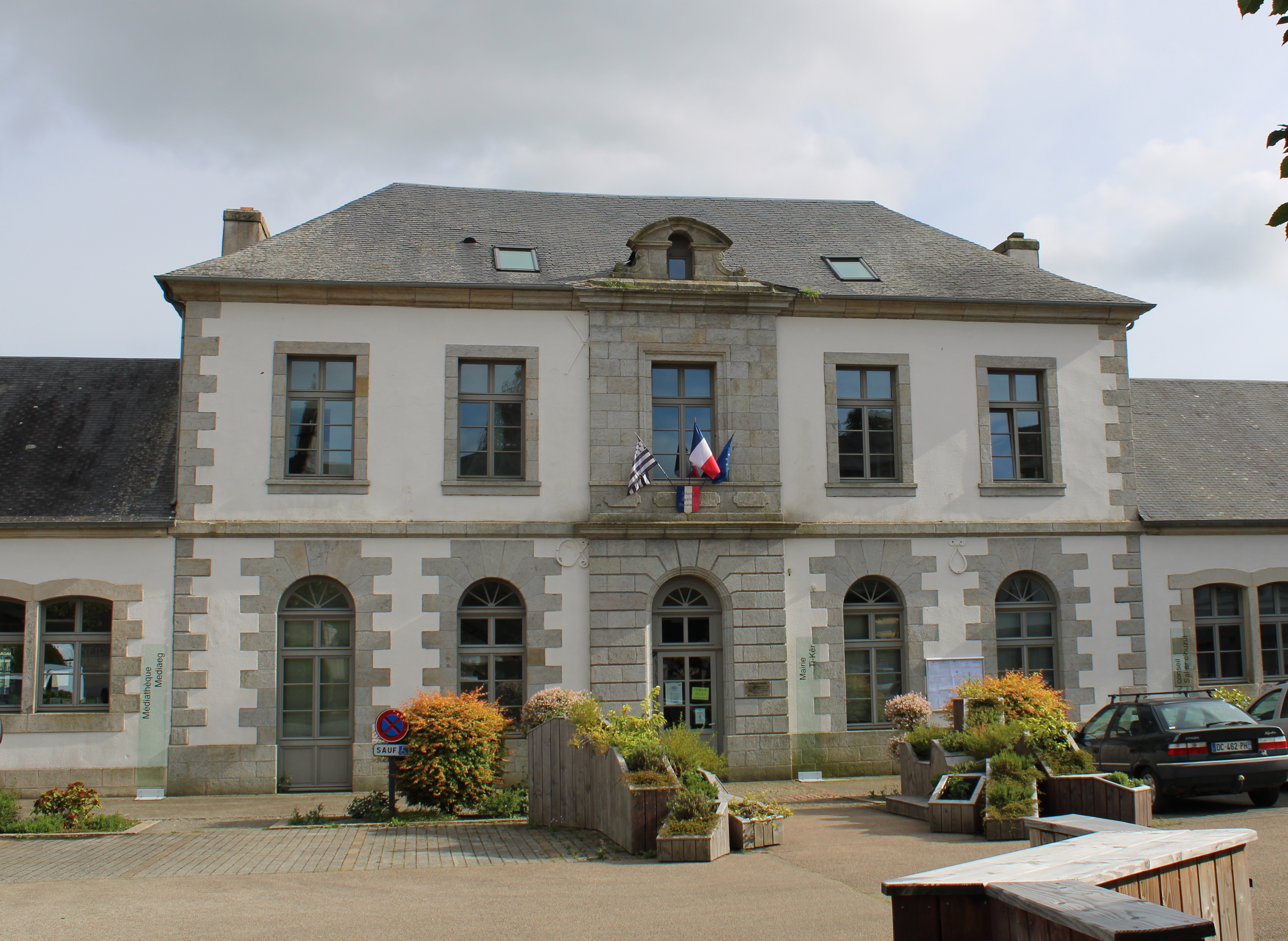
La mairie.

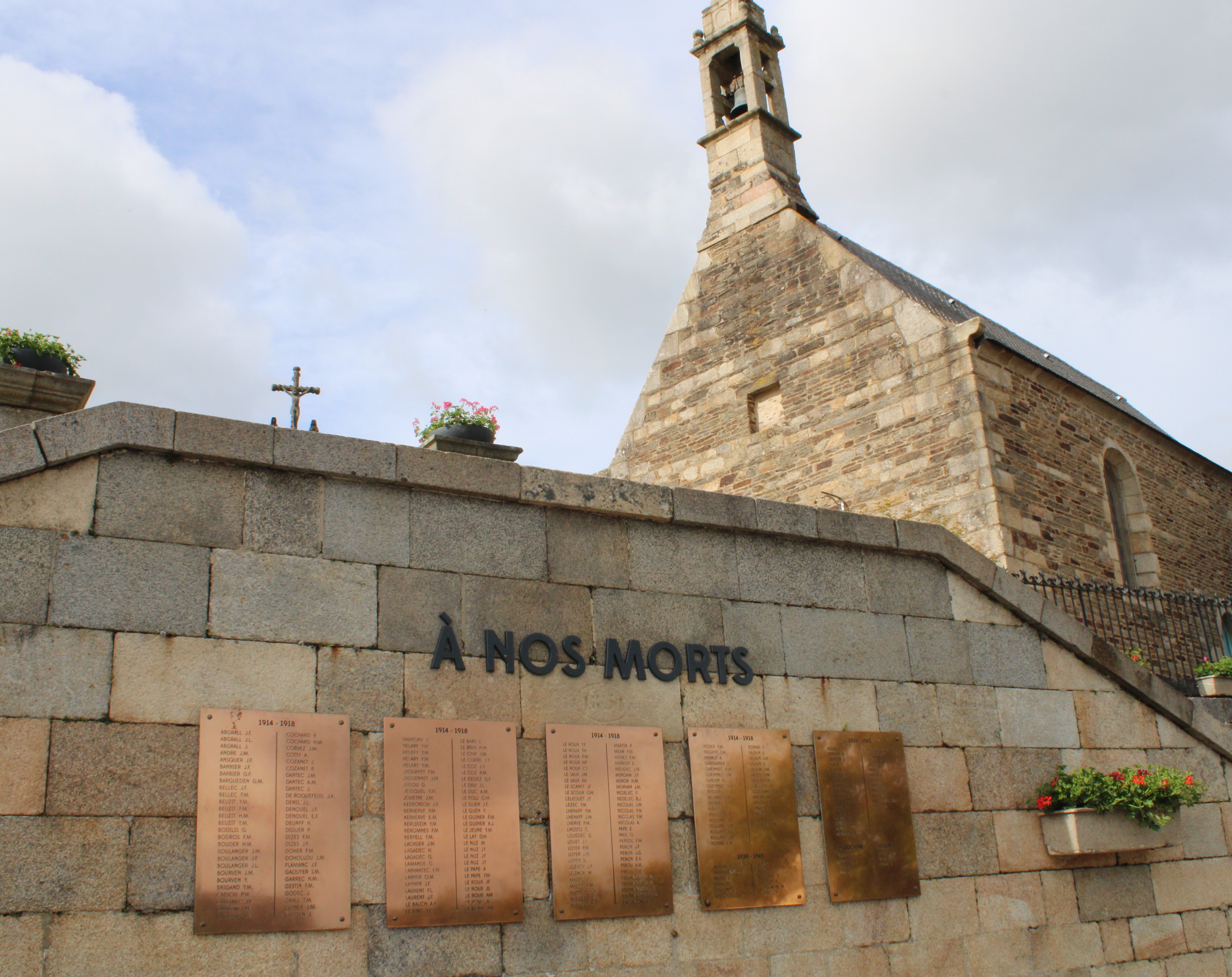
Le monument aux morts.

### Administration municipale
Le nombre d'habitants au dernier recensement étant compris entre 2 500 et 3 499, le nombre de membres du conseil municipal est de 23.

### Liste des maires
Depuis l'après-guerre, sept maires se sont succédé à la tête de la commune.

## Population et société

### Démographie
En 1768, Plougonven compte "cinquante feux  deux tiers et un quart de feu, y compris ceux de Saint-Eutrope, sa trève". En 1886, la paroisse de Saint-Eutrope a 1080 habitants, comptabilisés au sein de la population plougonvelinoise.

#### Évolution démographique
L'évolution du nombre d'habitants est connue à travers les recensements de la population effectués dans la commune depuis 1793. Pour les communes de moins de 10 000 habitants, une enquête de recensement portant sur toute la population est réalisée tous les cinq ans, les populations de référence des années intermédiaires étant quant à elles estimées par interpolation ou extrapolation. Pour la commune, le premier recensement exhaustif entrant dans le cadre du nouveau dispositif a été réalisé en 2005.
En 2022, la commune comptait 3 398 habitants, en évolution de −1,82 % par rapport à 2016 (Finistère : +2,16 %, France hors Mayotte : +2,11 %).
| 1793  | 1800  | 1806  | 1821  | 1831  | 1836  | 1841  | 1846  | 1851  |
| ----- | ----- | ----- | ----- | ----- | ----- | ----- | ----- | ----- |
| 2 225 | 3 356 | 3 332 | 3 442 | 4 193 | 4 382 | 4 364 | 4 558 | 4 419 |

| 1856  | 1861  | 1866  | 1872  | 1876  | 1881  | 1886  | 1891  | 1896  |
| ----- | ----- | ----- | ----- | ----- | ----- | ----- | ----- | ----- |
| 4 223 | 1 490 | 4 276 | 4 323 | 4 333 | 3 888 | 4 079 | 4 097 | 4 118 |

| 1901  | 1906  | 1911  | 1921  | 1926  | 1931  | 1936  | 1946  | 1954  |
| ----- | ----- | ----- | ----- | ----- | ----- | ----- | ----- | ----- |
| 4 054 | 4 063 | 4 121 | 3 884 | 4 013 | 3 989 | 3 688 | 3 540 | 3 285 |

| 1962  | 1968  | 1975  | 1982  | 1990  | 1999  | 2005  | 2006  | 2010  |
| ----- | ----- | ----- | ----- | ----- | ----- | ----- | ----- | ----- |
| 2 767 | 2 703 | 2 782 | 3 288 | 3 374 | 3 051 | 3 199 | 3 202 | 3 293 |

| 2015  | 2020  | 2022  | - | - | - | - | - | - |
| ----- | ----- | ----- | - | - | - | - | - | - |
| 3 439 | 3 432 | 3 398 | - | - | - | - | - | - |

Commentaire : La population communale augmente presque constamment pendant la première moitié du XIXe siècle, gagnant 2333 personnes entre 1793 et 1846, faisant un peu plus que doubler en un demi-siècle et atteignant son maximum démographique dès 1846. Elle stagne, voire diminue légèrement parfois, pendant la seconde moitié du XIXe siècle. Elle entame un déclin au cours du XXe siècle, peu marqué les premières décennies ( - 405 habitants entre 1896 et 1926, soit une perte d'environ 10 % en 30 ans), plus accentuée ensuite pendant tout le milieu du XXe siècle: - 1310 personnes entre 1926 et 1968, soit une perte du tiers de sa population en 42 ans. L'année 1968 est celle du minimum démographique, un retournement se produisant ensuite: la population communale recommence à croître jusqu'en 1990, regagnant 671 habitants en 22 ans, mais évoluant en dents de scie pendant les deux derniers intervalles intercensitaires. En 2007, la population communale reste moins nombreuse qu'en 1800.
La densité de la population communale en 2007 est de 46 habitants au km². Entre 1999 et 2008, le solde naturel a été  négatif : en 10 ans, la commune a enregistré 323 naissances et 400 décès, soit un déficit naturel de 77 personnes. Le solde migratoire  est toutefois légèrement positif. En 2007, les 65 ans et plus étaient 751, contre 502 pour les 0 à 14 ans, ce qui montre un net vieillissement de la population. Tous ces chiffres ne prennent pas en compte la population de l'important établissement pour personnes âgées du Guervénan situé dans la commune.

#### Évolution du rang démographique
| selon la population municipale des années : | 1968 | 1975 | 1982 | 1990 | 1999 | 2006 | 2009 | 2013 |
| Rang de la commune dans le département      | 60   | 57   | 49   | 54   | 62   | 63   | 67   | 67   |
| Nombre de communes du département           | 286  | 283  | 283  | 283  | 283  | 283  | 283  | 283  |

En 2017, Plougonven était la 63e commune du département en population avec ses 3 496 habitants (territoire en vigueur au 1er janvier 2020), derrière Saint-Évarzec (62e avec 3 529 habitants) et devant Plobannalec-Lesconil (64e avec 3 474 habitants).

### Manifestations culturelles et festivités
Le 1er week-end du mois d'août, le comité des fêtes du bourg associé à la municipalité organise la traditionnelle fête nationale avec le samedi soir, un repas champêtre suivi d'un feu d'artifice et d'un bal populaire.
Depuis les années 1980, un club de jazz, le Coatélan, accueille les plus grands artistes internationaux, et notamment le mythique groupe des Jazz Messengers, dirigé par le batteur Art Blakey. Le club fermera définitivement ses portes en 2017.

## Économie
- Le centre médical du Guervenan dépend depuis 1995 du Centre hospitalier de Morlaix. Ancien sanatorium soignant les malades tuberculeux depuis les années 1920, il s'est transformé en un établissement désormais totalement rénové accueillant un foyer d'accueil pour traumatisés crâniens, une résidence médicalisée de soins de longue durée pour les personnes âgées, un centre de réadaptation psycho-social, un centre de traitement des maladies respiratoires, etc[95].

## Culture locale et patrimoine

### Lieux et monuments

#### Monuments religieux
- Outre le calvaire de l'enclos, 21 autres calvaires et croix sont recensés sur le territoire communal[96].

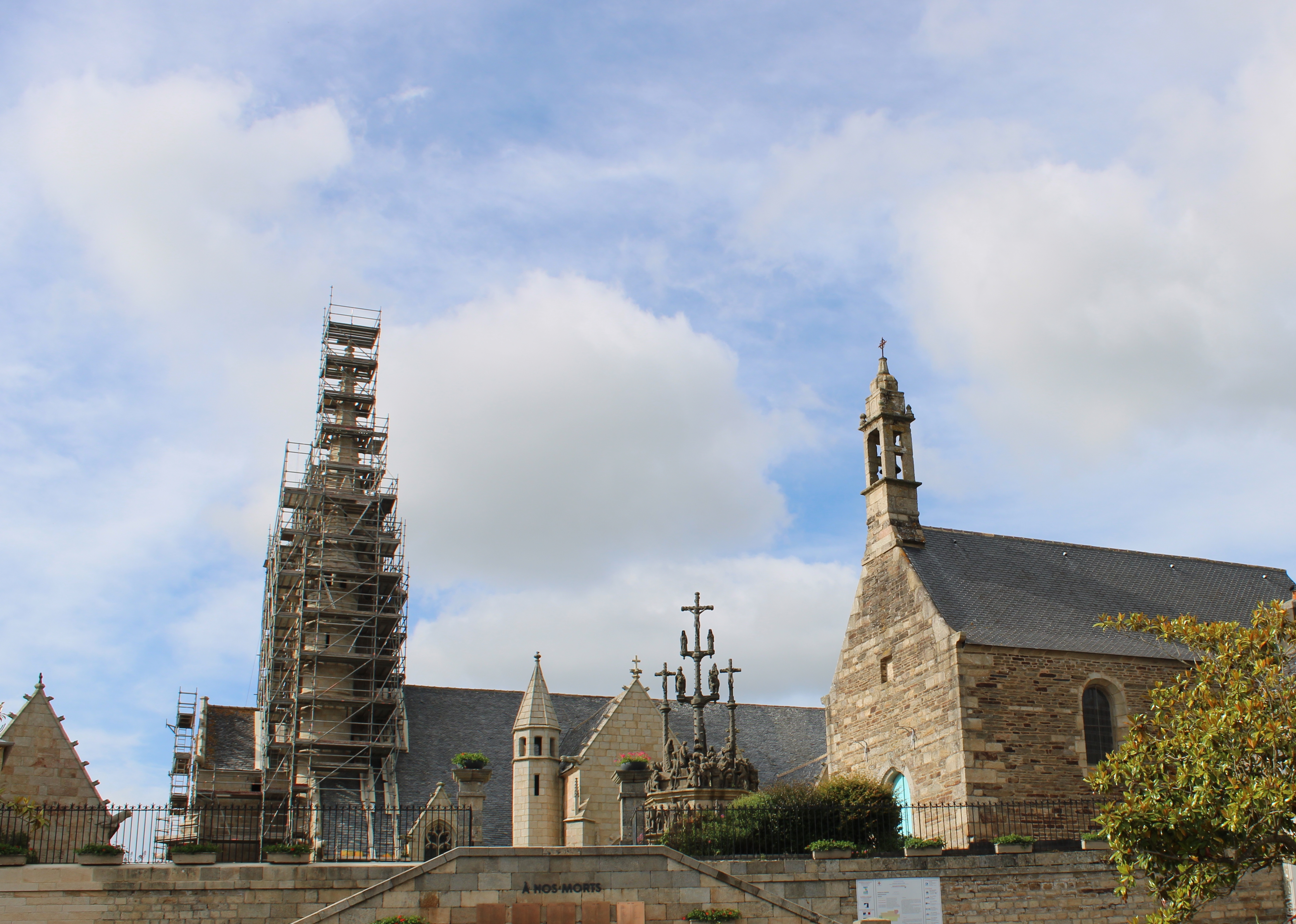
L'église de Plougonven en cours de restauration en juin 2021.
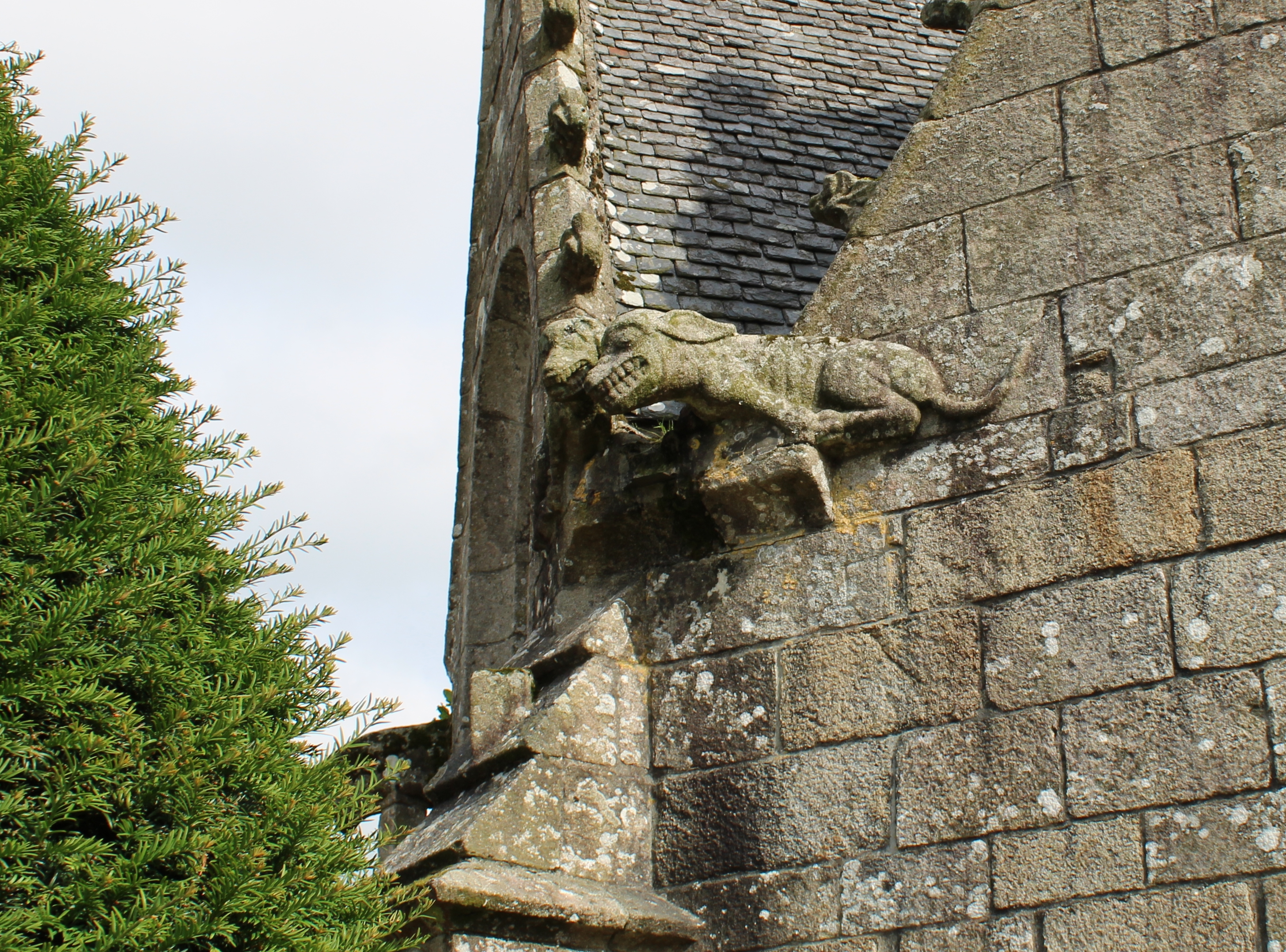
Gargouille de l'église.
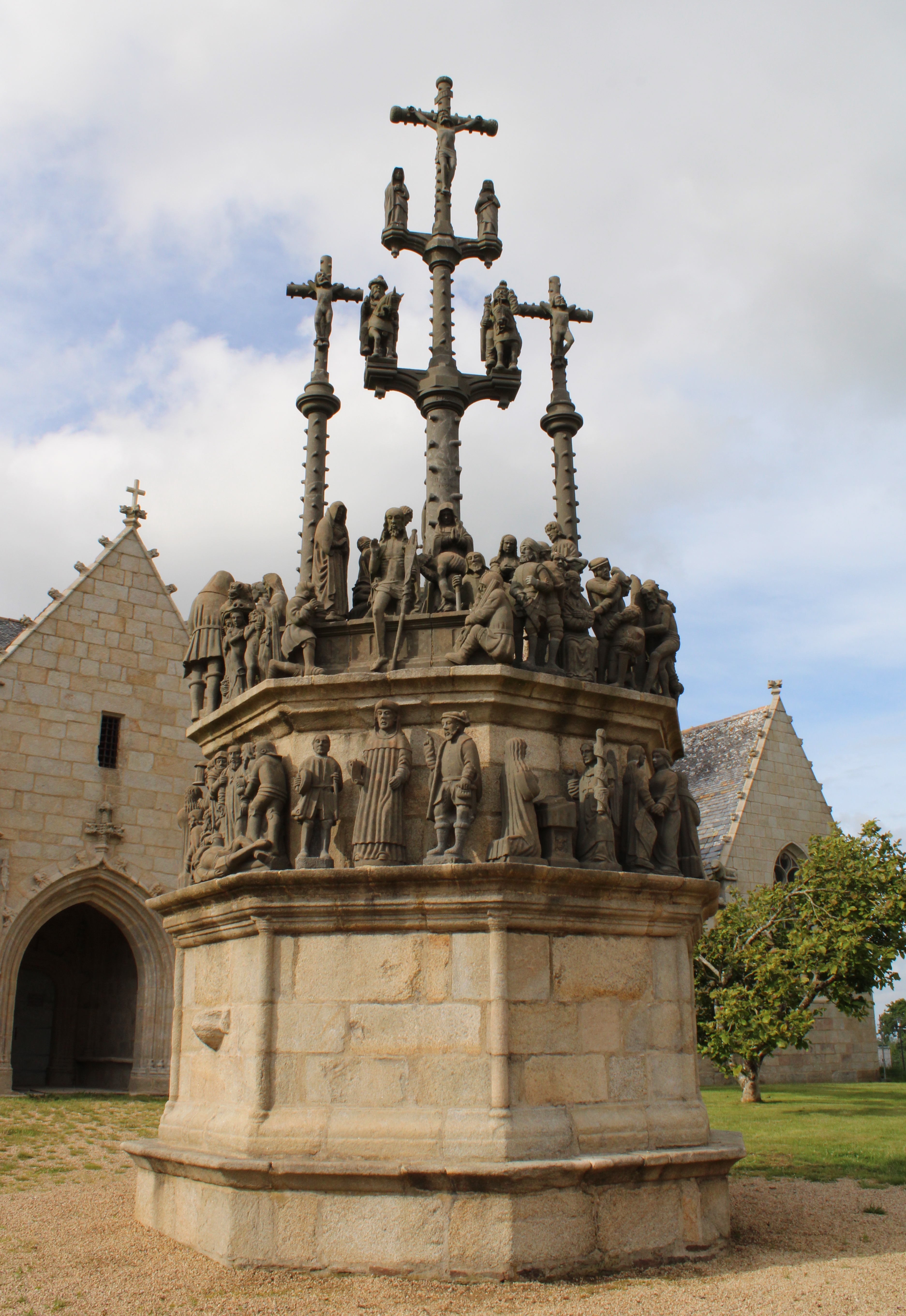
Le calvaire.
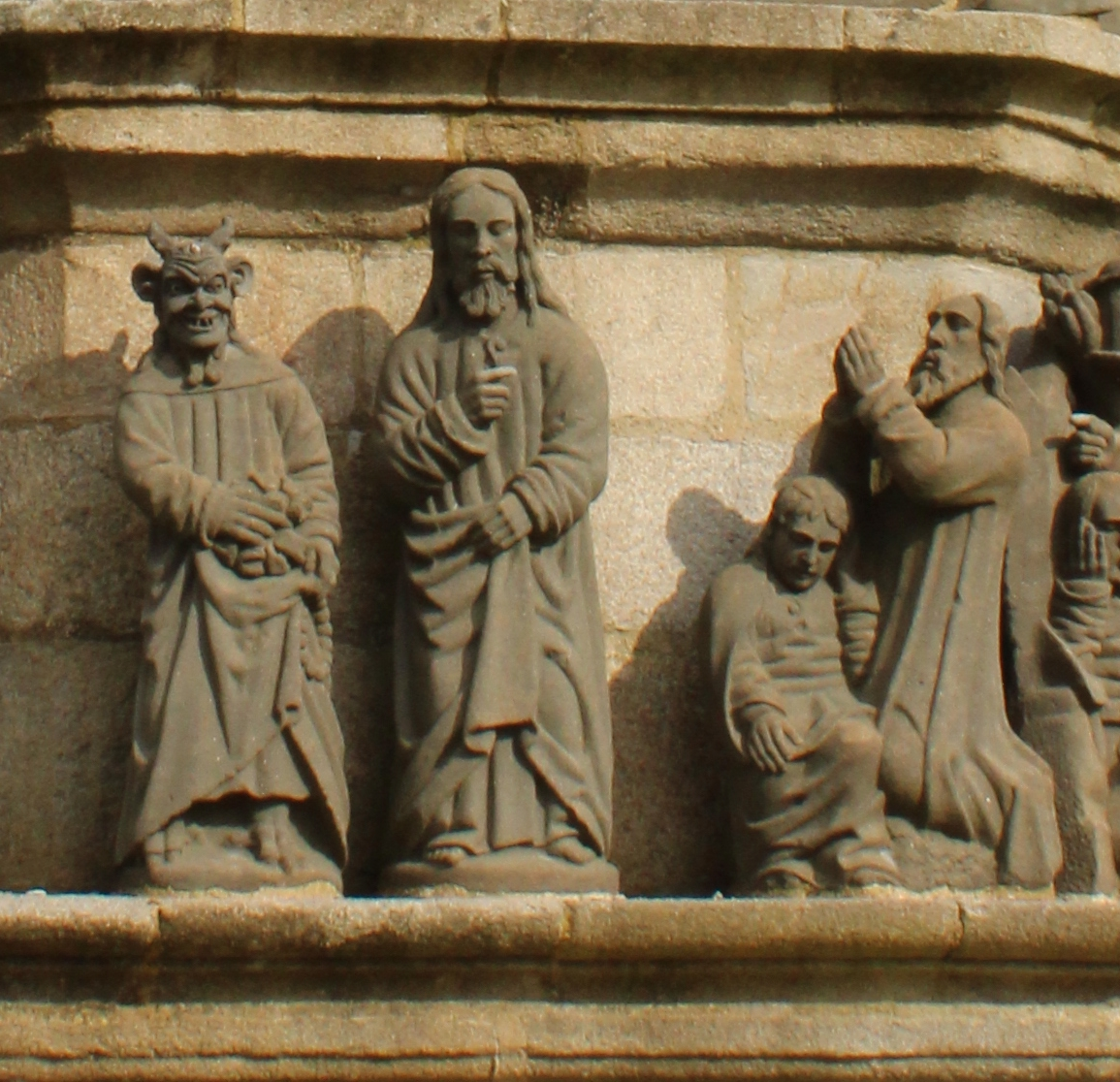
Détail du calvaire: le diable

#### Monuments civils
- Les Deux Menhirs
- Le manoir de Mézedern[97] date des XVe – XVIe siècles (1489 pour la partie la plus ancienne) ; il a été probablement construit par Even Lagadeuc, frère aîné de Jehan Lagadeuc et conserve un logis-porche daté de 1558, l'accès à la cour intérieure se faisant par un porche intégré aux autres corps de bâtiment. Le double portail (entrées piétonne et charretière) est surmonté d'un écusson daté de 1553. Il a aussi conservé une tour du XVIIe avec pigeonnier. Le premier dictionnaire Breton - Français - Latin le "Catholicon" fût écrit à Mézédern par Jehan Lagadeuc en 1443 et imprimé à Tréguier en 1499.

On entre dans la cour du manoir par un majestueux logis-porche à double porte charretière et piétonne datant de 1558, auquel est accolé une tour polygonale. Un calvaire date de 1688 : à cette date le manoir est la propriété de la famille Le Rouge de Guerdavid (de Lannéanou). Le manoir fut vendu comme bien national, puis transformé au XIXe siècle en exploitation agricole. Il a été restauré, alors qu'il était à l'état de ruine, y compris la chapelle qui possède des sablières remarquables, depuis 1992 par ses nouveaux propriétaires et classé cette année-là monument historique. Le manoir est à nouveau revendu en 2020.
- Le manoir de la Tour date des XVe – XVIe siècles, mais n'a été conservé qu'en partie (berceau de la famille de La Tour).
- Le manoir de Kerloaguen, berceau de la famille éponyme, dont les cadets, seigneurs de Rosampoul, firent carrière au XVe siècle, à la chambre des comptes[99].
- Des puits à colonnades surmontés d'un dôme ou d'un clocheton (puits du manoir de Kerloaguen[100], puits de Presbitel-coz-la-Boissière[101]).

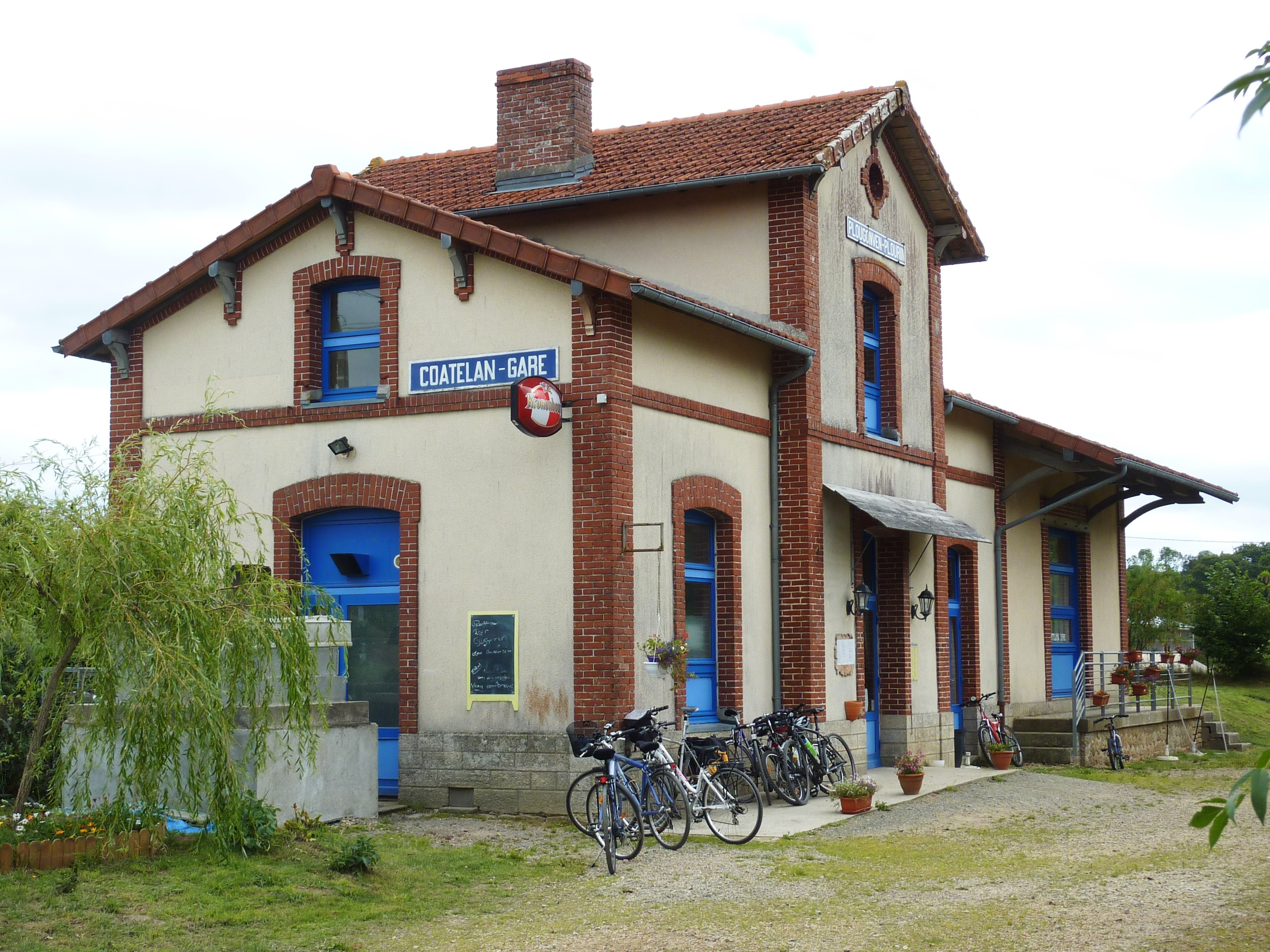
L'ancienne gare de Coatélan, transformée en Bistrot de la gare".

- Le circuit VTT-FFC de Coatélan part de l'ancienne gare du réseau breton de Coatélan, située entre Plougonven et Plourin-lès-Morlaix, ou de l'enclos paroissial de Plougonven[102]. La voie verte permet de relier Morlaix à Carhaix, et même plus au sud Concarneau[103].

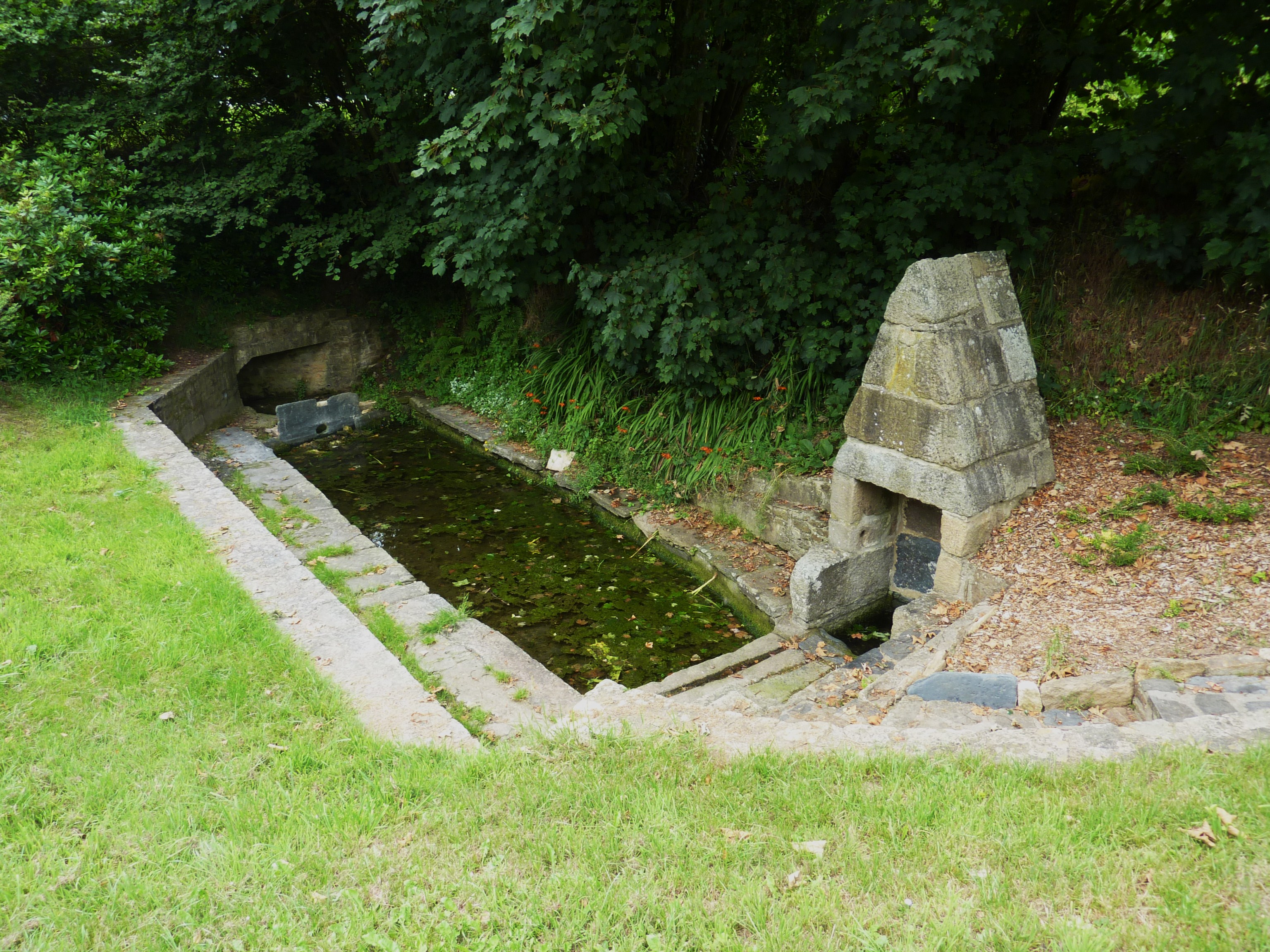
La fontaine de Christ.

- Des fontaines: la fontaine Saint-Eutrope (réputée guérir l'hydrophysie) ; la fontaine de Christ.
- Plusieurs autres calvaires parsèment le territoire communal[96]. Parmi eux, le calvaire de Kerhervé (XVIe – XVIIe siècle) conserve quatre statues.
- La chapelle Saint-Souron a disparu : elle se trouvait à trois kilomètres au sud-ouest du bourg et est représentée sur la cadastre de 1838. Vendue comme bien national le 24 thermidor an III (11 août 1795), elle était en ruines en 1895. Elle invoquait saint Souron (ou Surmin ou encore Sulmin), inconnu par ailleurs. Il était invoqué pour obtenir la guérison de la fièvre[104].

### Personnalités liées à la commune

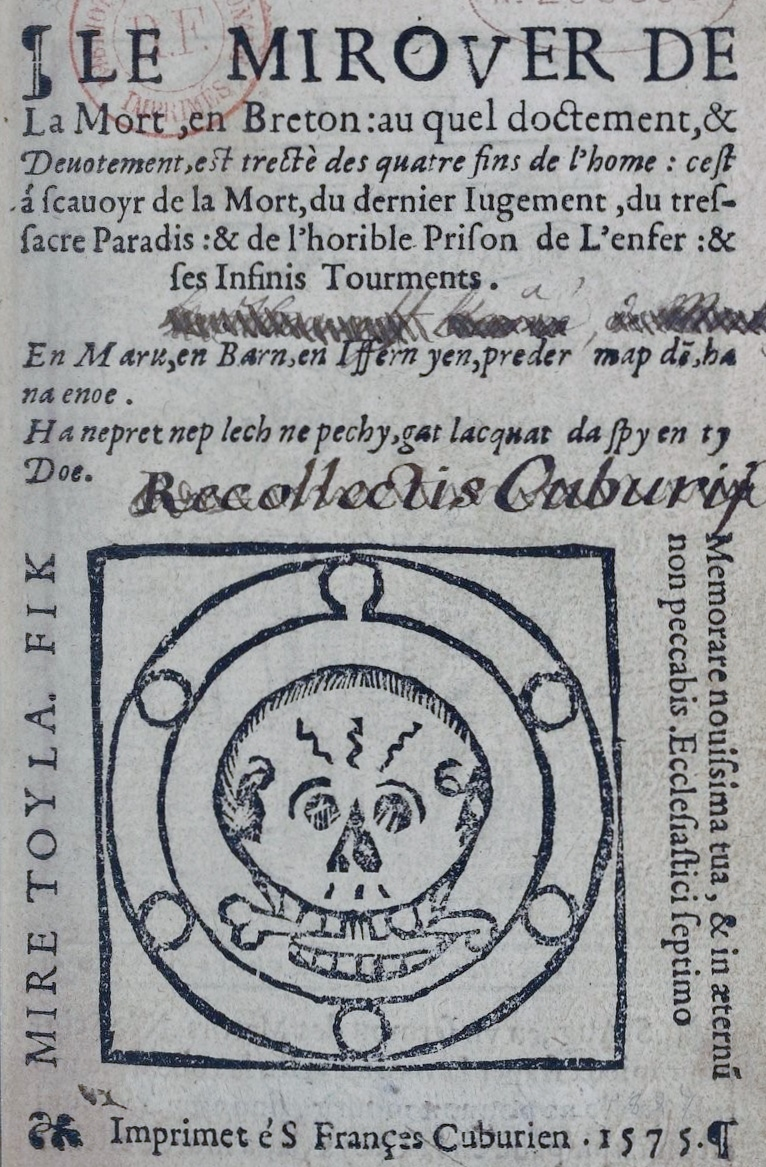
Le Mirouer de la mort, livre de Jean L'Archer, imprimé en 1575 au couvent de Cuburien.

- Jehan Lagadeuc (XVe siècle), prêtre, érudit, auteur du Catholicon (« l'Universel »), premier dictionnaire trilingue breton-français-latin, né à Plougonven.
- Jean Larcher ou Jean L'Archer (Jehan Larcher l'Ancien), poète breton décédé avant 1530, est né à Plougonven. Il est l'auteur du Mirouer de la Mort écrit en 1519, mystère de 3 602 vers.
- Les Beaumanoir, architectes des XVe et XVIe siècles, sont de Plougonven[105]. Philippe Beaumanoir construit notamment, de 1511 à 1523, l'église Saint-Yves de Plougonven[33].
- François de La Tour, de la famille de Pennarstanc, décédé et enterré en 1593 à Plougonven, fut abbé de l'abbaye Notre-Dame de Coatmalouen, abbaye cistercienne, située dans la paroisse de Saint-Gilles-Pligeaux, pas très éloignée de Guingamp.
- François Kerneau, né à Lézardrieux en 1743, prêtre en 1767, fut pourvu de la cure de Plougonven en 1780, et c'est là qu'il mourut en 1818[106]. Il a écrit ou à tout le moins recopié, car il n'est pas certain qu'il en soit l'auteur, les Notes pour l'explication des tableaux des missions et retraites, ouvrage daté de 1783, totalement rédigé en breton à l'exception de son titre, qui explique comment commenter les taolennoù[107]. Par ailleurs, un de ses sermons, daté de 1789, sur « le pardon des injures » a été conservé et se trouve aux Archives départementales du Finistère[108].
- Abbé Bernard-François-Marie Le Teurnier : né au Guervénan en Plougonven le 29 juillet 1793 et décédé au même endroit le 17 avril 1884, fut un prédicateur célèbre pour son éloquence dans les taolennoù (tableaux de mission).
- Léopold-René Léséleuc de Kerouara, né à Saint-Pol-de-Léon en 1814, ordonné prêtre à Rome en 1845, docteur en droit civil et canonique, docteur en théologie, fut curé de Plougonven, puis évêque d'Autun en 1872-1873. Il mourut subitement le 16 décembre 1873 à Autun[109].
- Yann Larc'hantec, né le 30 mai 1829 à Plougonven et décédé le 11 janvier 1913 à Landerneau, fut au XIXe siècle un sculpteur successeur des Prigent et Roland Doré. Il sculpta les autels de l'église et érigea le tombeau de l'abbé Le Teurnier. Il restaura le calvaire dans sa beauté primitive, les couleurs en moins, après sa destruction lors de la Révolution française ; les croix sont de lui comme la tête du diable (1897).
- Yves Morcel, né le 24 août 1905 à Plougonven, aviateur décédé en service commandé le 8 février 1929 alors qu'il était à bord d'un avion d'entraînement HD-14 de la base aérienne d'Istres.
- Le professeur Jean Anthony, anatomiste (1915-2004) y est inhumé.
- Le sportif Jean-Jacques Sanquer, coureur cycliste (1946-1984) y est né.
- Pol Corvez, maître de conférences des universités (retraité), est linguiste et sémiologue. Il est l'auteur du Dictionnaire des mots nés de la mer (Chasse-marée/Glénat), 2007 ; du Nouveau Dictionnaire des mots nés de la mer (2010) ; du Dictionnaire marin des sentiments et des comportements (Cristel, 2010) ; de Rigoler comme une baleine (illustré par Léa Tirmant), (Coop-Breizh, 2011) ; de l'Etymologie du lexique biomédical et de la santé / manuel de l'étudiant (Ellipses, 2011). Pol Corvez est également artiste photographe. Il vit actuellement à Angers.

#### Dictons et contes populaires
Dictons recueillis à Plougonven:
- « Si le coq ne chante que trois fois, c'est signe de malheur ».
- « Quand les pies font un défilé, à pied, c'est signe de mort et d'enterrement ».
- « Dans les champs à trois cornières (champs triangulaires), il y a presque toujours des trésors. Et si vous en trouvez un que vous ne réussissiez pas du premier coup à amener au jour, il sera trois cents ans sans se remontrer ».

Un conte :
- Histoire de « Jopig an drez » ou « Joseph les ronces » recueillie à Plougonven par Ignace Madec[111].

#### Chanson traditionnelle
- La chanson de Petit-Jean (en breton Sôn Jannig, mais il en existe une traduction française) a été recueillie de la bouche d'un enfant de chœur de Plougonven par François-Marie Luzel en 1864. Son texte est disponible en breton et en français dans le recueil Mélusine[112].

#### Livres
- Edouard Zier, Seulette, Hachette, 1898 (roman dont l'héroïne est une orpheline rescapée d'un naufrage et dont l'action se déroule dans la région de Plougonven).